# Merci pour le chocolat
Merci pour le chocolat is een Franse dramafilm uit 2000 onder regie van Claude Chabrol.

## Verhaal
De concertpianist André Polonski trouwt met Mika Muller, het hoofd van een chocoladefabriek. Samen met Guillaume, de zoon van André uit zijn eerste huwelijk, wonen ze op het platteland nabij Lausanne. Dan komt de aantrekkelijke, 18-jarige Jeanne aankloppen. Zij beweert dat ze bij haar geboorte in de kraamafdeling werd verwisseld met Guillaume. Jeanne blijkt een niet onbegenadigd pianiste te zijn en André gaat haar als zijn beschermelinge beschouwen. Guillaume voelt zich gepasseerd en Mika tracht de situatie te aanvaarden.

## Rolverdeling
| Acteur            | Personage          |
| ----------------- | ------------------ |
| Isabelle Huppert  | Mika Muller        |
| Jacques Dutronc   | André Polonski     |
| Anna Mouglalis    | Jeanne Polet       |
| Rodolphe Pauly    | Guillaume Polonski |
| Brigitte Catillon | Louise Pollet      |
| Michel Robin      | Dufreigne          |
| Mathieu Simonet   | Axel               |
| Isolde Barth      | Pauline            |